# 甘德島

甘德島（英語：Gand Island），是南極洲的島嶼，處於紹萊爾特海峽北端，處於昂韋爾島和布拉班特島之間，屬於帕默群島的一部分，長6公里、寬3公里，由比利時探險隊發現，現時由南極條約體系管理。